# Глибокояр
Глибокоя́р — село в Україні, у Захарівській селищній громаді Роздільнянського району Одеської області. Через село проходить автомобільний шлях регіонального значення Р33 і протікає річка Кучурган. 
До 17 липня 2020 року було підпорядковане Захарівському району, який був ліквідований.

## Історія

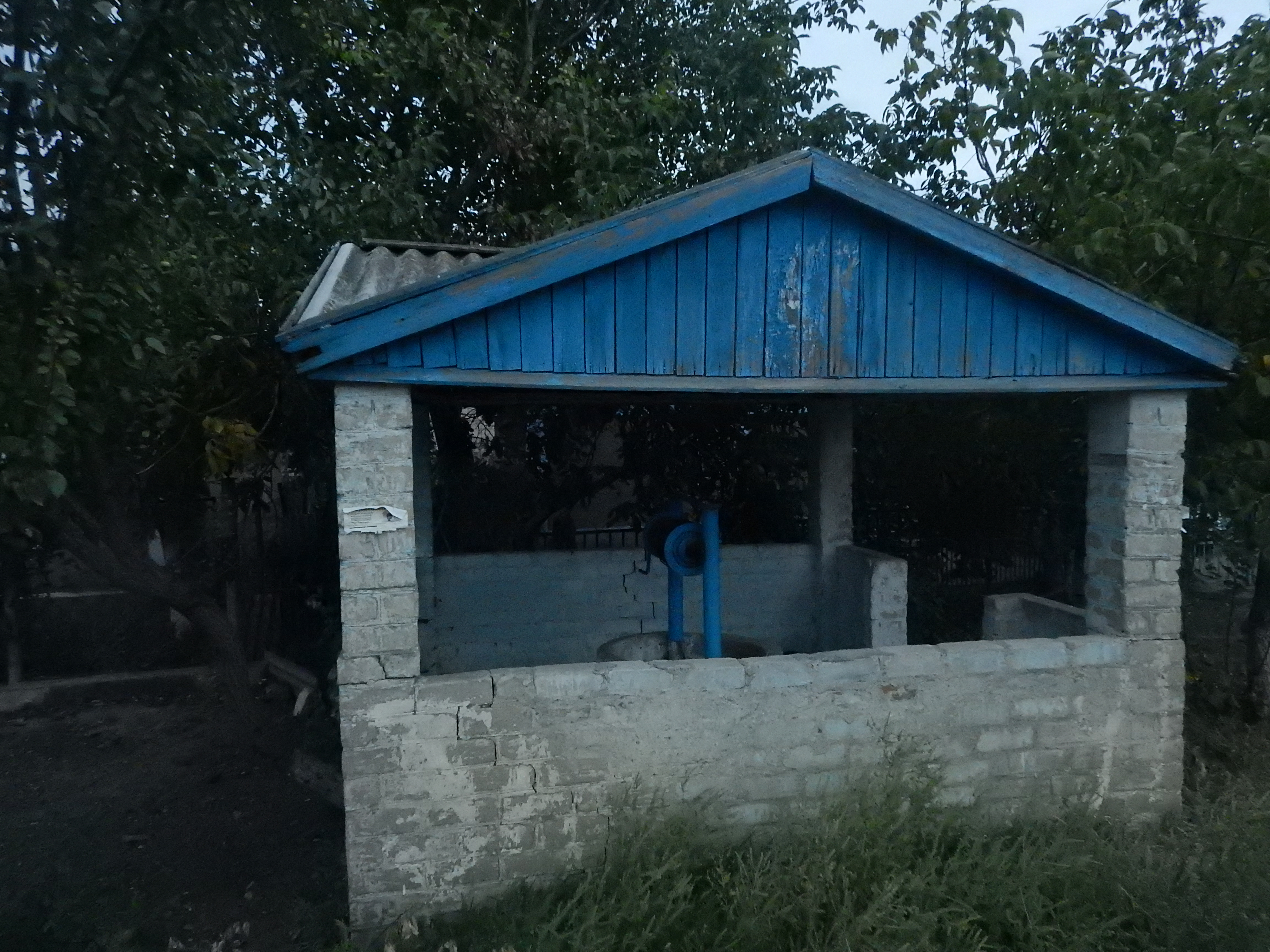
Традиційна для села криниця

Село засновано 1791 року. Станом на 1898 рік село Глибокояр (Бадерево) входило до Захарівської волості Тираспольського повіту Херсонської губернії. На 1 вересня 1946 року входило до Соше-Острівської сільської ради Фрунзенського району. Відповідно до адміністративно-територіального поділу 1967 року село увійшло до Фрунзенської сільської ради Фрунзенського району. Станом на 2019 рік входить до Захарівської селищної ради.

## Демографія
Розподіл населення села Глибокояр за рідною мовою
Відповідно до перепису 1989 року населення села складало 178 осіб, з яких 79 чоловіків і 99 жінок.
Станом на 2001 рік населення села становить 174 осіб. За даними перепису населення України 2001 року 100 % мешканців села вказали українську мову як рідну.

## Культура
У селі Глибокояр було записано  звичаї та повір'я, пов'язані зі святом Юрія, а також один із найповніших українських весільних обрядів середини XIX століття. Дослідник фольклору О. Сікиринський записав у 1924 році цей обряд від мешканки села А. Павлової, якій було на той момент понад 80 років. На момент запису більшість старої обрядності не вживалась, «кажуть: Все це старі забобони». 